# Cimitero dei Cappuccini (Palermo)

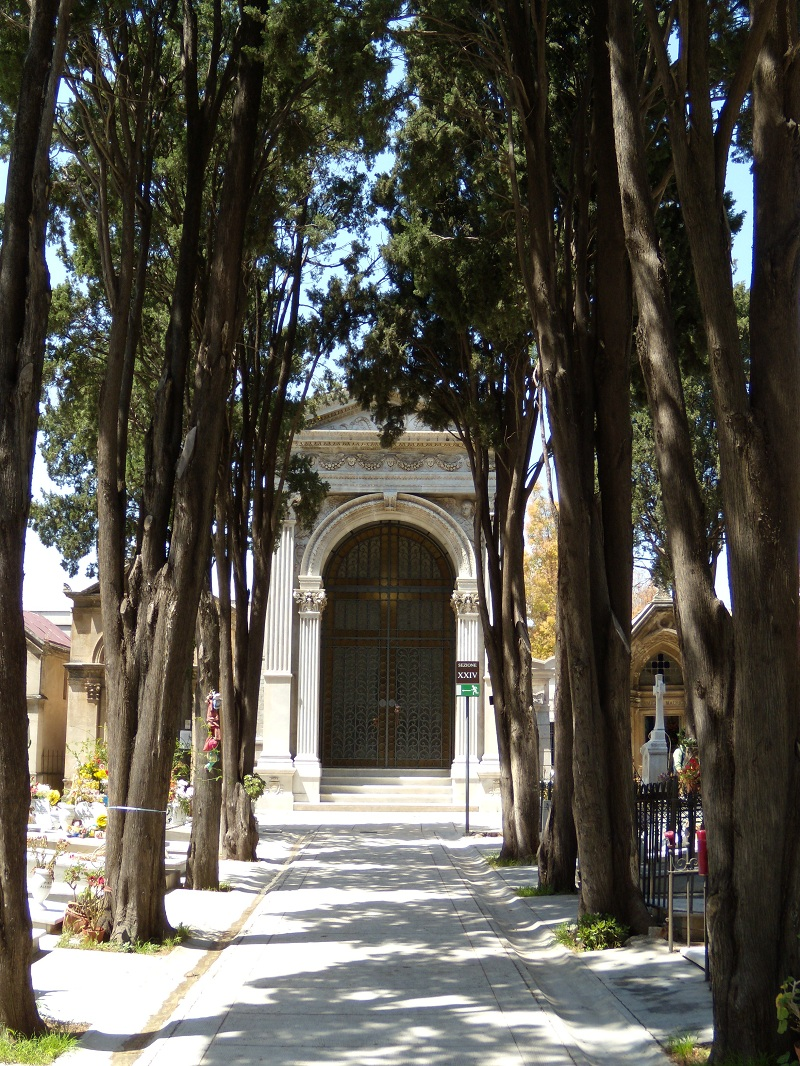
Viale del Cimitero

Il cimitero dei Cappuccini di Palermo si trova presso l'omonimo convento e le celebri catacombe, accanto alla chiesa di Santa Maria della Pace, in piazza Cappuccini. È stato realizzato a partire dalla metà del XIX secolo quando le nuove disposizioni sanitarie vietarono le sepolture nelle chiese e nelle catacombe. Vi si trovano numerose cappelle gentilizie e monumenti funerari su progetto di architetti e scultori di rilievo come Antonio Ugo e Domenico De Lisi.

## Alcune personalità sepolte nel cimitero monumentale

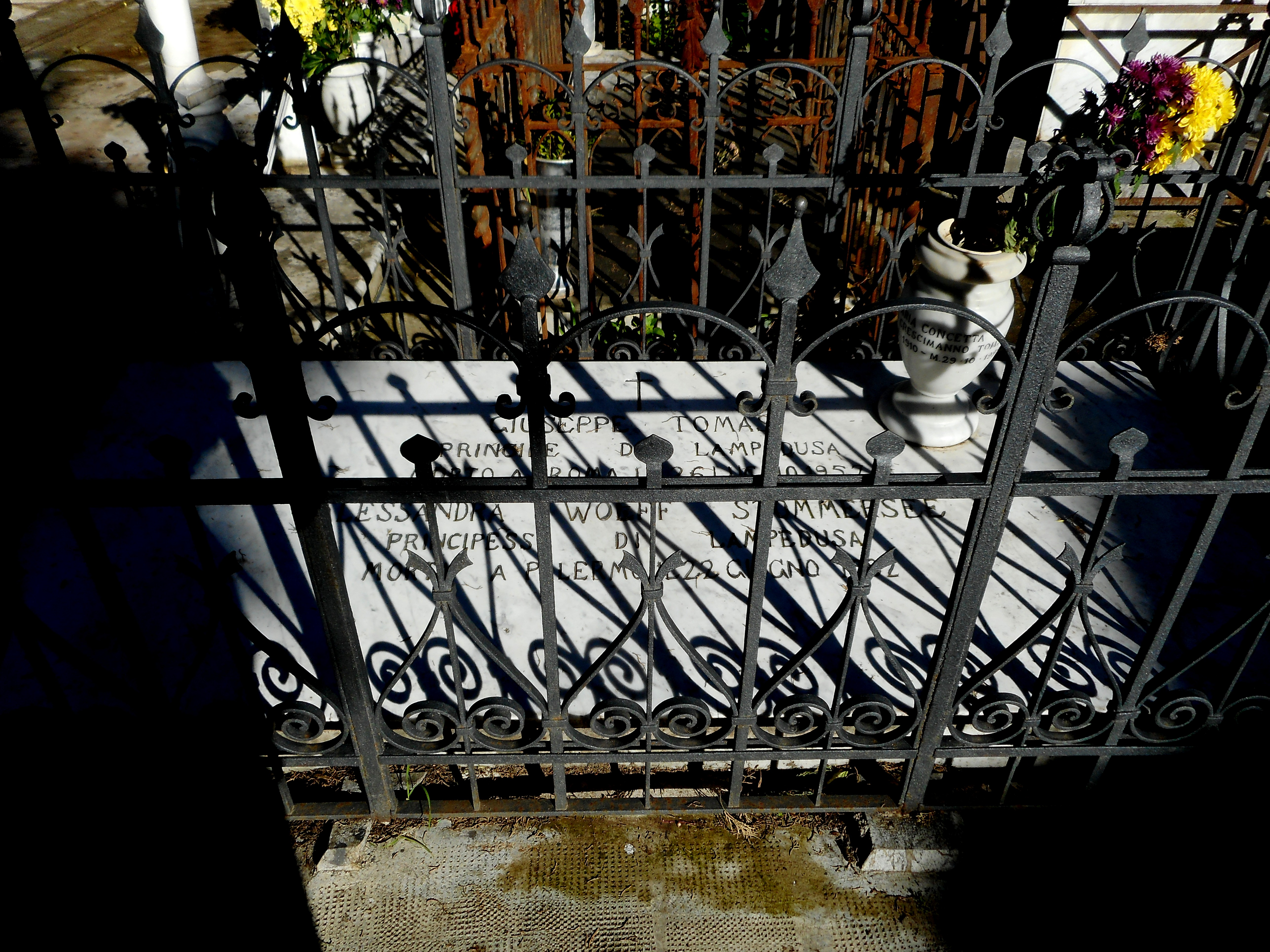
Tomba di Tomasi di Lampedusa

- Vincenzo Natoli (? - 1770),marchese, presidente della gestione del Real patrimonio e del Sacro Regio Consiglio
- Michele Amari (1803 - 1877), politico e patriota
- Giovanni Maurigi (1823 - 1881), politico
- Francesco Crispi (1818 - 1901), patriota, politico e presidente del Consiglio dei ministri del Regno d'Italia (il 12 gennaio 1905 venne trasferito nella Chiesa di San Domenico)
- Giuseppe Tomasi di Lampedusa (1896 - 1957), nobile e scrittore, principe di Lampedusa; nel marzo 2024 la salma è stata traslata nella chiesa di San Domenico sempre a Palermo[1]
- Pietro Scaglione (1906 - 1971), magistrato
- Pio La Torre (1927 - 1982), sindacalista e politico
- Alexandra von Wolff-Stomersee (1894 - 1982), psicologa lettone (moglie di Giuseppe Tomasi di Lampedusa)
- Calcedonio Inghilleri (1836 - 1926), magistrato e politico
- Giovanni Orcel (1877 - 1920), sindacalista

- Lia Pasqualino Noto (1909 - 1998), pittrice
- Luigi Filippo Labiso (1864 - 1942), scultore
- Giovanni Alamia (1951 - 2000), attore e cantautore

## Opere d'arte
- Cappella Natoli (1770)[2]
- Monumento Mandrascate (1905), dello scultore Luigi Filippo Labiso
- Cappella funebre dei marchesi Arezzo di Celano dell'architetto Francesco Paolo Palazzotto (1905)
- Cappella funebre dei principi Notarbartolo di Castelreale dell'architetto Francesco Paolo Palazzotto (1907)
- Cappella Ruvolo (1931), dell'architetto Salvatore Caronia Roberti
- Cappella Pottino (1933), dell'architetto Salvatore Caronia Roberti
- Cappella Virga Pottino (1947), dell'architetto Salvatore Caronia Roberti
- Cappella Alliata di Pietratagliata (1952), dell'architetto Antonio Zanca
- Monumento Magliocco, dello scultore Antonio Ugo
- Cappella Ugo delle Favare, poi marchesi Salvo di Pietraganzili, una delle più grandi e realizzata interamente in marmo di carrara.